# Maksymilian Żelkowski
Maksymilian Żelkowski herbu Dąbrowa (ur. 1805 w Wysoczki, w pow. sandomierskim, zm. 13 stycznia 1877 we Lwowie) – powstaniec listopadowy, agronom, profesor Akademii Rolniczej w Dublanach.
Studiował od 1824 na Wydziale Prawa i Administracji Królewskiego Uniwersytetu Warszawskiego. Uczestnik powstania listopadowego, oficer armii Królestwa Polskiego. Po upadku powstania wraz ze swoim pułkiem przekroczył granicę pruską. Internowany w Malborku. Wraz z innymi oficerami swego pułku przeniesiony w grudniu 1831 do Kostrzynia nad Odrą. Wypuszczeni na wolność w styczniu 1832 w kolumnie przemaszerowali przez Frankfurt nad Odrą a następnie przez Torgau nad Łabą, Lipsk, Erfurt, Eisenach, Frankfurt nad Menem, Wormację, Dürkheim, Kaiserslautern, Homburg, Saarbrücken, w Forbach przekroczyli granicę Francji i udali się przez Metz, Nancy, Dijon, Lyon do Awinionu. Tu został zakwaterowany w pierwszym zakładzie (depôt) dla polskich wojskowych mieszczącym się w dawnym pałacu papieskim. Uczestniczył w zorganizowanym w jego ramach kursie przygotowawczym z nauk ścisłych. Potem przebywał w zakładzie w miasteczku Lunel a następnie w Le Puy.
Ukończył założoną przez Karola X najstarszą francuską szkołą agronomiczną Akademię Rolniczą (l'Institution royale agronomique) w Grignion pod Paryżem, gdzie następnie był  profesorem. Prowadził w niej zajęcia z praktyki rolniczej i prawa wiejskiego. W latach 1856–1872 profesor Wyższej Szkoły Rolniczejj w Dublanach, gdzie wykładał teorię i praktykę rolnictwa, a także arytmetykę i geometrię oraz rachunkowość wiejską. Był także członkiem zarządu szkoły, w latach 1857-1858 pełnił funkcję dyrektora szkoły. Członek korespondent Galicyjskiego Towarzystwa Gospodarskiego (1846-1872).
Prace Maksymiliana Żelkowskiego
- Nowy ekonom wiejski czyli szkoła porządnego wykonywania głównych robót w roli, narzędziami zaprzęgowemi, udoskonalonemi lub dawnemi, z oszczędzeniem czasu i wydatku, Kraków 1854
- Wykład teoryi rolnictwa w Instytucie Agronomicznym w Dublanach miane przez profesora Maxymiliana Żelkowskiego, b. prof. Akad. Rol. w Grignion pod Paryżem, Lwów 1860 (Rękopis)[8]
- Pozostawił po sobie w rękopisie dziennik z lat 1831-1832[9].